# 博斯滕河
52°13′5″N 8°50′6″E / 52.21806°N 8.83500°E

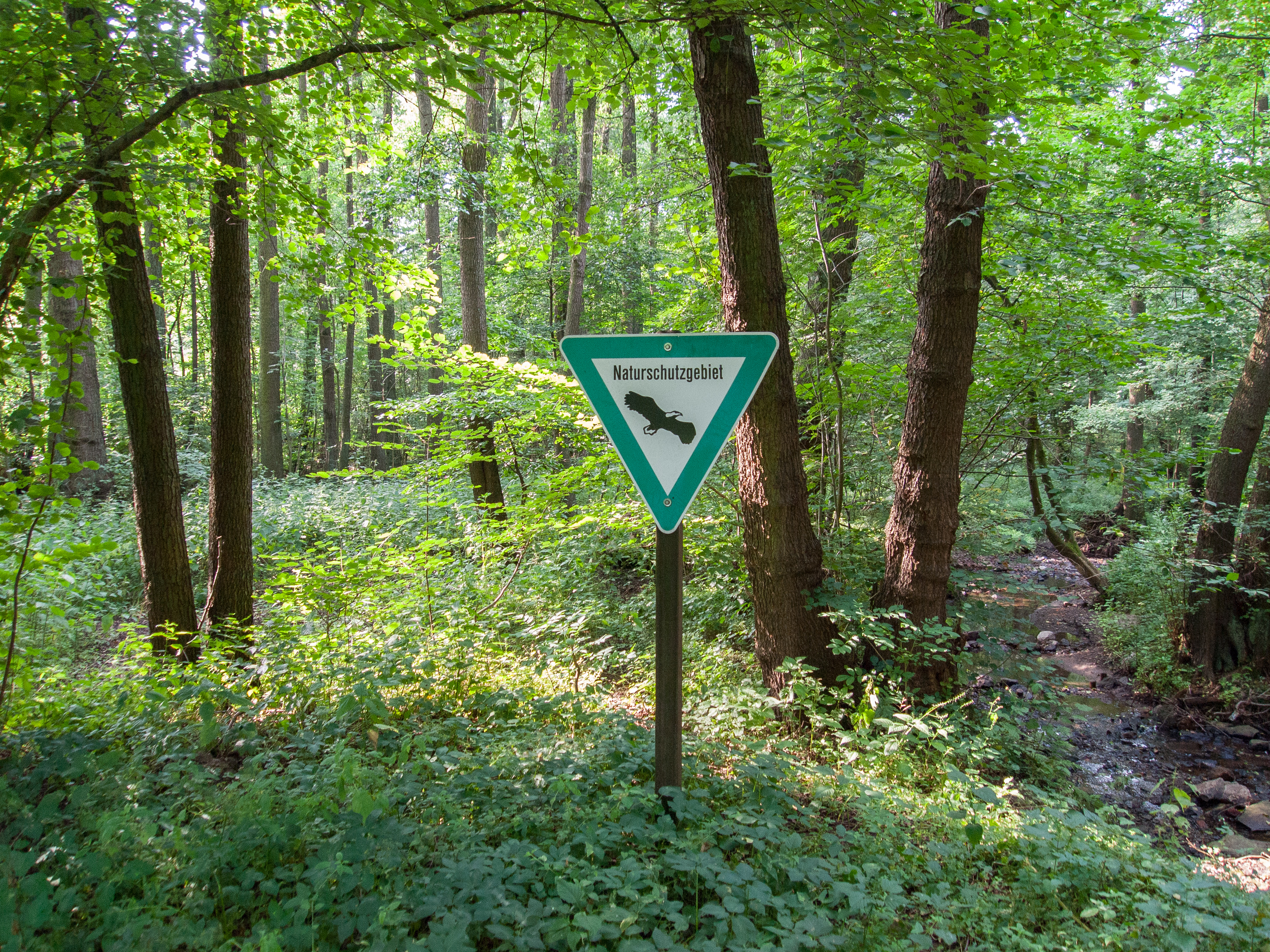

博斯滕河（德語：Borstenbach），是德國的河流，位於該國西部，流經北萊茵-威斯特法倫州，屬於韋勒河的左支流，河道全長7.5公里，流域面積12.6平方公里。